# Iglesia de la Asunción de Nuestra Señora (Panticosa)

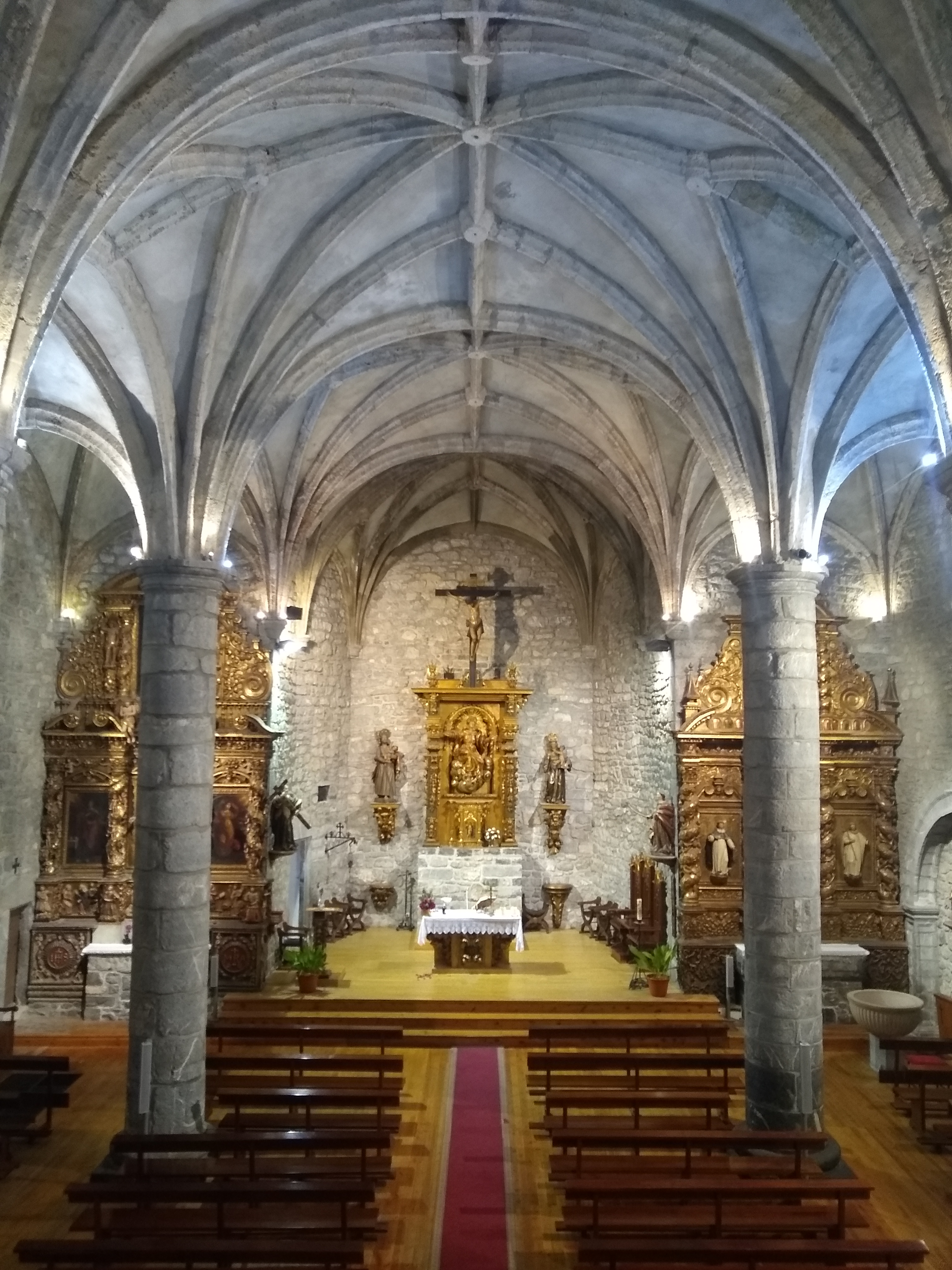
Interior de la iglesia

La iglesia de la Asunción de Nuestra Señora de Panticosa (Provincia de Huesca, España) es un edificio levantado en el siglo XVII sobre una antigua construcción románica, de la cual se conserva el hastial occidental. 
Su fábrica es de mampostería reforzada en los contrafuertes y ángulos con sillares, dando lugar a un rotundo y compacto volumen, sencillo pero imponente. 
El templo presenta planta de salón, es decir, tres naves de igual altura, en este caso separadas por esbeltas columnas. La nave central es más ancha y se halla cubierta por bóvedas de crucería estrellada con terceletes, mientras que las laterales presentan bóvedas de crucería sencilla. El espacio interior, acabado en cabecera poligonal, es muy amplio y diáfano. 
El ingreso se realiza por el muro meridional, a través de una sencilla portada abierta en arco de medio punto y protegida por un tejadillo volado. 
En el extremo noroccidental se alza una torre de planta cuadrada y dos cuerpos en altura, separados por una imposta, cubierta por un chapitel piramidal de pizarra de influencias estilísticas centroeuropeas. 